# Newcastle (hrabstwo Lincoln)
Newcastle – jednostka osadnicza w Stanach Zjednoczonych, w stanie Maine, w hrabstwie Lincoln.

## Geografia
Jednostka osadnicza Newcastle leży w środkowej części hrabstwa Lincoln, w stanie Maine. Według danych zebranych przez United States Census Bureau Newcastle leży na wysokości 9 m n.p.m. i ma łączną powierzchnię 7,23 km², z czego 5,6 km² to ląd, a 1,6 km² (22,41%) to woda.

## Populacja
Według spisu ludności z 2010 roku Newcastle była zamieszkiwana przez 667 mieszkańców.